# 吳增僅
吳增僅（？—？），字可園，江苏盱眙人，清代学者。

## 生平
生卒年不詳。光緖十一年（1885年）拔貢。選四川候補知縣。著有《三国郡县表附考证》一書，可補《三國志》之不足。杨守敬又对吴增仅《三国郡县表附考证》進行补正。